# Phenacodes vegetata
Phenacodes vegetata là một loài bướm đêm trong họ Crambidae.